# Radu Gînsari
Radu Gînsari (Chişinău, 10 de diciembre de 1991) es un futbolista moldavo que juega en la demarcación de centrocampista para el F. C. Milsami Orhei de la Superliga de Moldavia.

## Selección nacional
Tras jugar con la selección de fútbol sub-19 de Moldavia y con la sub-21, finalmente debutó con la selección absoluta el 23 de mayo de 2012. Lo hizo en un partido amistoso contra Venezuela que finalizó con un resultado de 4-0 a favor del combinado venezolano tras los goles de Luis Manuel Seijas, Oswaldo Vizcarrondo y un doblete de Salomón Rondón.

## Clubes
| Club                                | País     | Año       | Partidos | Goles |
| ----------------------------------- | -------- | --------- | -------- | ----- |
| F. C. Academia Chișinău             | Moldavia | 2007-2013 | 125      | 35    |
| F. C. Zimbru Chișinău               | Moldavia | 2013-2014 | 26       | 7     |
| F. C. Sheriff Tiraspol              | Moldavia | 2014-2017 | 80       | 17    |
| Hapoel Haifa F. C.                  | Israel   | 2017-2019 | 80       | 10    |
| P. F. C. Krylia Sovetov Samara      | Rusia    | 2019-2020 | 10       | 1     |
| Hapoel Ironi Kiryat Shmona (cedido) | Israel   | 2020      | 4        | 1     |
| P. F. C. Krylia Sovetov Samara      | Rusia    | 2020-2021 | 9        | 2     |
| F. C. Milsami Orhei                 | Moldavia | 2021      | 11       | 7     |
| Xanthi F. C.                        | Grecia   | 2021-2022 | 23       | 3     |
| F. C. Milsami Orhei                 | Moldavia | 2022-     | 84       | 36    |

## Palmarés

### Títulos nacionales
| Título                        | Equipo                 | País     | Año  |
| ----------------------------- | ---------------------- | -------- | ---- |
| Copa de Moldavia              | F. C. Zimbru Chișinău  | Moldavia | 2014 |
| Copa de Moldavia              | F. C. Sheriff Tiraspol | Moldavia | 2015 |
| Supercopa de Moldavia         | F. C. Sheriff Tiraspol | Moldavia | 2015 |
| División Nacional de Moldavia | F. C. Sheriff Tiraspol | Moldavia | 2016 |
| Supercopa de Moldavia         | F. C. Sheriff Tiraspol | Moldavia | 2016 |
| Copa de Moldavia              | F. C. Sheriff Tiraspol | Moldavia | 2017 |
| División Nacional de Moldavia | F. C. Sheriff Tiraspol | Moldavia | 2017 |
| Copa de Israel                | Hapoel Haifa F. C.     | Israel   | 2018 |
| Superliga de Moldavia         | F. C. Milsami Orhei    | Moldavia | 2025 |